# Уолъс Бири
Уолъс Фицджералд Бири (на английски: Wallace Fitzgerald Beery) е американски актьор. 

## Биография
Той е брат на актьора Ноа Бири старши и чичо на Ноа Бири младши. Умира в Бевърли Хилс, Калифорния на 15 април 1945 година от сърдечен удар. Бащата на Мики Руни, с когото са много добри приятели, умира година по-късно и е погребан до него. Има звезда на Холивудската алея на славата.
Има два брака, които завършват с развод и една осиновена дъщеря.
Носител е на Оскар за най-добра мъжка роля през 1932 година за филма „Шампионът“. За 36-годишната си кариера се снима в почти 250 филма. През 1932 година е най-високо платеният актьор в света.

## Избрана филмография
| Година | Филм          | Оригинално заглавие | Роля                        | Режисьор       |
| ------ | ------------- | ------------------- | --------------------------- | -------------- |
| 1930   | Мин и Бил     | Min and Bill        | Бил                         | Джордж Хил     |
| 1931   | Шампионът     | The Champ           | Анди (Шампионът) Пърсел     | Кинг Видор     |
| 1932   | Гранд Хотел   | Grand Hotel         | Генерален директор Прейсинг | Едмънд Гулдинг |
| 1933   | Вечеря в осем | Dinner at Eight     | Дан Пакард                  | Джордж Кюкор   |
| 1934   | Вива Виля!    | Viva Villa!         | Панчо Виля                  | екип           |
| 1948   | Среща с Джуди | A Date with Judy    | Мелвин Р. Фостър            | Ричард Торп    |